# Campeonato Mundial de Lucha de 1965
El XXIII Campeonato Mundial de Lucha se realizó en dos sedes diferentes: la lucha grecorromana en Tampere (Finlandia) entre el 6 y el 8 de junio y la lucha libre masculina en Mánchester (Reino Unido) entre el 1 y el 3 de junio de 1965. Fue organizado por la Federación Internacional de Luchas Asociadas (FILA) y las correspondientes federaciones nacionales de los países sedes respectivos.

## Resultados

### Lucha grecorromana
| Evento | Oro                    | Plata                         | Bronce                       |
| ------ | ---------------------- | ----------------------------- | ---------------------------- |
| 52 kg  | Serguei Rybalko URSS   | Rolf Lacour RFA               | Anguel Kerezov Bulgaria      |
| 57 kg  | Ion Cernea Rumania     | Fritz Stange RFA              | Bernard Knitter · Polonia    |
| 63 kg  | Yuri Grigoriev URSS    | Martti Laakso · Finlandia     | Lothar Schneider RDA         |
| 70 kg  | Guennadi Sapunov URSS  | Stevan Horvat Yugoslavia      | Eero Tapio · Finlandia       |
| 78 kg  | Anatoli Kolesov URSS   | Kiril Petkov Bulgaria         | Sırrı Acar Turquía           |
| 87 kg  | Rimantas Bagdonas URSS | Bolesław Mackiewicz · Polonia | Jiří Kormaník Checoslovaquia |
| 97 kg  | Valeri Anisimov URSS   | Ferenc Kiss · Hungría         | Czesław Kwieciński · Polonia |
| +97 kg | Nikolai Shmakov URSS   | István Kozma · Hungría        | Petr Kment Checoslovaquia    |

### Lucha libre
| Evento | Oro                      | Plata                       | Bronce                        |
| ------ | ------------------------ | --------------------------- | ----------------------------- |
| 52 kg  | Yoshikatsu Yoshida Japón | Bayu Baev Bulgaria          | László Ölveti · Hungría       |
| 57 kg  | Tomiaki Fukuda Japón     | Mohamad Ali Farrojian Irán  | Karl Dodrimont RFA            |
| 63 kg  | Ebrahim Seifpur Irán     | Stancho Ivanov Bulgaria     | Takeo Morita Japón            |
| 70 kg  | Abdolah Movahed Irán     | Mahmut Atalay Turquía       | Zarbeg Beriashvili URSS       |
| 78 kg  | Guram Sagaradze URSS     | Mohamad Ali Sanatkaran Irán | Yasuo Watanabe Japón          |
| 87 kg  | Mansur Mehdizadeh Irán   | Francisc Balla Rumania      | Prodan Gardzhev Bulgaria      |
| 97 kg  | Ahmet Ayık Turquía       | Alexandr Medved URSS        | Said Mustafov Bulgaria        |
| +97 kg | Alexandr Ivanitski URSS  | Liutvi Ajmedov Bulgaria     | Larry Kristoff Estados Unidos |

## Medallero
| Núm. | País           | Oro | Plata | Bronce | Total |
| ---- | -------------- | --- | ----- | ------ | ----- |
| 1    | URSS           | 9   | 1     | 1      | 11    |
| 2    | Irán           | 3   | 2     | 0      | 5     |
| 3    | Japón          | 2   | 0     | 2      | 4     |
| 4    | Turquía        | 1   | 1     | 1      | 3     |
| 5    | Rumania        | 1   | 1     | 0      | 2     |
| 6    | Bulgaria       | 0   | 4     | 3      | 7     |
| 7    | RFA            | 0   | 2     | 1      | 3     |
| 7    | Hungría        | 0   | 2     | 1      | 3     |
| 9    | Polonia        | 0   | 1     | 2      | 3     |
| 10   | Finlandia      | 0   | 1     | 1      | 2     |
| 11   | Yugoslavia     | 0   | 1     | 0      | 1     |
| 12   | Checoslovaquia | 0   | 0     | 2      | 2     |
| 13   | RDA            | 0   | 0     | 1      | 1     |
| 13   | Estados Unidos | 0   | 0     | 1      | 1     |
|      | TOTAL          | 16  | 16    | 16     | 48    |